# Xã Woodrow, Quận Cass, Minnesota
Xã Woodrow (tiếng Anh: Woodrow Township) là một xã thuộc quận Cass, tiểu bang Minnesota, Hoa Kỳ. Năm 2010, dân số của xã này là 611 người.